# Montseveroux
Ne doit pas être confondu avec Monsteroux-Milieu.
Montseveroux est une commune française rurale située dans le département de l'Isère et la région Auvergne-Rhône-Alpes. La commune comprend un château  qui bénéficie d'une inscription partielle au titre des monuments historiques et ses habitants sont dénommés les Montseverois.

## Géographie

### Localisation et description
Montseveroux est une commune à l'aspect essentiellement rural. Rattachée à la communauté de communes Entre Bièvre et Rhône, elle est située à une altitude moyenne d'environ 370 mètres.
Les communes proches de Montseveroux sont  Monsteroux-Milieu, Cour-et-Buis, Châlons, Saint-Sorlin-de-Vienne et Moissieu-sur-Dolon. La ville la plus proche est Vienne, distante de 13 km.
Le parc naturel régional du Pilat se trouve à proximité. Le bois de Taravas est à 3,4 km.

### Climat
Pour des articles plus généraux, voir Climat d'Auvergne-Rhône-Alpes et Climat de l'Isère.
En 2010, le climat de la commune est de type climat océanique altéré, selon une étude du Centre national de la recherche scientifique s'appuyant sur une série de données couvrant la période 1971-2000. En 2020, Météo-France publie une typologie des climats de la France métropolitaine dans laquelle la commune est dans une zone de transition entre le climat semi-continental et le climat de montagne et est dans la région climatique  Moyenne vallée du Rhône, caractérisée par un bon ensoleillement en été (fraction d’insolation > 60 %), une forte amplitude thermique annuelle (4 à 20 °C), un air sec en toutes saisons, orageux en été, des vents forts (mistral), une pluviométrie élevée en automne (250 à 300 mm). 
Pour la période 1971-2000, la température annuelle moyenne est de 11,2 °C, avec une amplitude thermique annuelle de 17,8 °C. Le cumul annuel moyen de précipitations est de 950 mm, avec 9,1 jours de précipitations en janvier et 6,8 jours en juillet. Pour la période 1991-2020, la température moyenne annuelle observée sur la station météorologique de Météo-France la plus proche, « Reventin », sur la commune de Reventin-Vaugris à 11 km à vol d'oiseau, est de 12,9 °C et le cumul annuel moyen de précipitations est de 775,7 mm,. Pour l'avenir, les paramètres climatiques de la commune estimés pour 2050 selon différents scénarios d'émission de gaz à effet de serre sont consultables sur un site dédié publié par Météo-France en novembre 2022.

### Hydrographie
La commune est arrosée par les rivières Varèze et Sanne, ainsi que par les ruisseaux de Merdaret, des Sordures, de Barbarin, du Plesset et des Guichards.

### Voies de communication
Le territoire communal est traversé par la route départementale 57 (RD57) qui la relie à la commune de La Côte-Saint-André.

## Urbanisme

### Typologie
Au 1er janvier 2024, Montseveroux est catégorisée commune rurale à habitat dispersé, selon la nouvelle grille communale de densité à sept niveaux définie par l'Insee en 2022.
Elle est située hors unité urbaine. Par ailleurs la commune fait partie de l'aire d'attraction de Lyon, dont elle est une commune de la couronne,. Cette aire, qui regroupe 397 communes, est catégorisée dans les aires de 700 000 habitants ou plus (hors Paris),.

### Occupation des sols
L'occupation des sols de la commune, telle qu'elle ressort de la base de données européenne d’occupation biophysique des sols Corine Land Cover (CLC), est marquée par l'importance des territoires agricoles (74,3 % en 2018), une proportion identique à celle de 1990 (74,3 %). La répartition détaillée en 2018 est la suivante : 
zones agricoles hétérogènes (44,9 %), forêts (25,7 %), terres arables (21,6 %), prairies (7,8 %). L'évolution de l’occupation des sols de la commune et de ses infrastructures peut être observée sur les différentes représentations cartographiques du territoire : la carte de Cassini (XVIIIe siècle), la carte d'état-major (1820-1866) et les cartes ou photos aériennes de l'IGN pour la période actuelle (1950 à aujourd'hui).

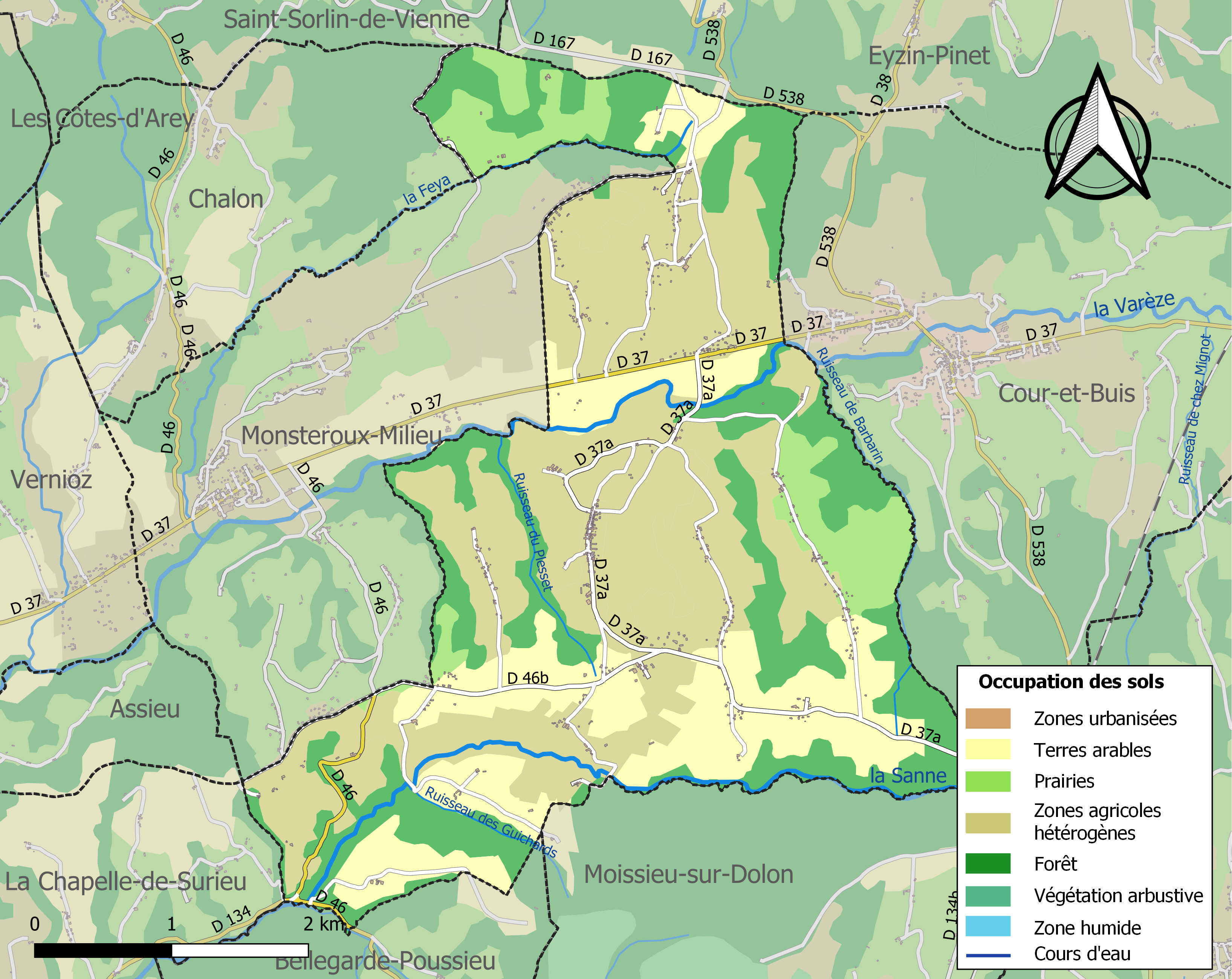
Carte des infrastructures et de l'occupation des sols de la commune en 2018 (CLC).

### Risques naturels et technologiques répertoriés
Les risques listés sur la commune sont les feux de forêt, les inondations, les mouvements de terrain et le transport de marchandises dangereuses.
Parmi les catastrophes naturelles qui se sont produites sur la commune, il y a la tempête, les inondations et coulées de boue de novembre 1982, les inondations et coulées de boue et glissement de terrain d'avril-mai 1983 et d'octobre 1993 ainsi que les inondations et coulées de boue de décembre 2000.
Montseveroux se trouve également à 17 km de la centrale nucléaire de Saint-Alban et à 47 km de la centrale nucléaire du Bugey.

#### Risques sismiques
L'ensemble du territoire de la commune de Montseveroux est situé en zone de sismicité n°3 (sur une échelle de 1 à 5), comme la plupart des communes de son secteur géographique.
| Type de zone | Niveau            | Définitions (bâtiment à risque normal) |
| ------------ | ----------------- | -------------------------------------- |
| Zone 3       | Sismicité modérée | accélération = 1,1 m/s2                |

## Histoire
Il existe à Montseveroux d'importantes traces d'occupations romaines datant probablement de la fin de l'empire. Quelques vestiges subsistent au lieu-dit de Barbarin, dans l'ancienne propriété de la famille Poizat et aux Champs des Morts.

## Politique et administration

### Liste des maires
| Période                                  | Période  | Identité                               | Étiquette | Qualité |
| ---------------------------------------- | -------- | -------------------------------------- | --------- | ------- |
| 1790                                     | 1792     | François Ronjat                        | SE        | -       |
| 1792                                     | 1794     | Pierre FANJAT                          | SE        | -       |
| 1794                                     | 1799     | Pierre FANJAT (fils)                   | SE        | -       |
| 1799                                     | 1802     | Jean-François Berger de la Villardière | SE        | -       |
| 1802                                     | 1806     | Pierre FANJAT                          | SE        | -       |
| 1806                                     | 1808     | Mazière de Bozancieux                  | SE        | -       |
| 1808                                     | 1819     | Severin                                | SE        | -       |
| 1819                                     | 1830     | Jean-Pierre Joannin                    | SE        | -       |
| 1830                                     | 1834     | Jean-Baptiste Servonat                 | SE        | -       |
| 1835                                     | 1846     | Camille Joannin                        | SE        | -       |
| 1846                                     | 1848     | Benoit Basset                          | SE        | -       |
| 1848                                     | 1852     | Camille Joannin                        | SE        | -       |
| 1852                                     | 1860     | Joseph Marie Servonat                  | SE        | -       |
| 1860                                     | 1878     | Vincent FANJAT                         | SE        | -       |
| 1878                                     | 1892     | Louis Maurice Manuel                   | SE        | -       |
| 1892                                     | 1898     | Pierre Collard                         | SE        | -       |
| 1898                                     | 1912     | Antoine Plantier                       | SE        | -       |
| 1912                                     | 1935     | Maurice Manuel (fils)                  | SE        | -       |
| 1935                                     | 1941     | Emile Joseph Jury                      | SE        | -       |
| 1941                                     | 1944     | Fabien Roche                           | SE        | -       |
| 1944                                     | 1977     | Léon Chatain                           | SE        | -       |
| 1977                                     | 19--     | Vital Nicaise                          | SE        | -       |
| mars 2014                                | 2020     | Stéphane Carras                        | SE        | Cadre   |
| 2020                                     | En cours | Karelle Ogier                          |           |         |
| Les données manquantes sont à compléter. |          |                                        |           |         |

## Population et société

### Démographie
L'évolution du nombre d'habitants est connue à travers les recensements de la population effectués dans la commune depuis 1793. Pour les communes de moins de 10 000 habitants, une enquête de recensement portant sur toute la population est réalisée tous les cinq ans, les populations de référence des années intermédiaires étant quant à elles estimées par interpolation ou extrapolation. Pour la commune, le premier recensement exhaustif entrant dans le cadre du nouveau dispositif a été réalisé en 2007.

En 2022, la commune comptait 998 habitants, en évolution de +4,28 % par rapport à 2016 (Isère : +3,07 %, France hors Mayotte : +2,11 %).
| 1793 | 1800 | 1806 | 1821 | 1831 | 1836 | 1841 | 1846 | 1851 |
| ---- | ---- | ---- | ---- | ---- | ---- | ---- | ---- | ---- |
| 575  | 797  | 648  | 776  | 782  | 835  | 837  | 760  | 834  |

| 1856 | 1861 | 1866 | 1872 | 1876 | 1881 | 1886 | 1891 | 1896 |
| ---- | ---- | ---- | ---- | ---- | ---- | ---- | ---- | ---- |
| 748  | 741  | 784  | 762  | 780  | 736  | 695  | 701  | 612  |

| 1901 | 1906 | 1911 | 1921 | 1926 | 1931 | 1936 | 1946 | 1954 |
| ---- | ---- | ---- | ---- | ---- | ---- | ---- | ---- | ---- |
| 618  | 641  | 654  | 576  | 598  | 574  | 518  | 527  | 501  |

| 1962 | 1968 | 1975 | 1982 | 1990 | 1999 | 2006 | 2007 | 2012 |
| ---- | ---- | ---- | ---- | ---- | ---- | ---- | ---- | ---- |
| 444  | 398  | 418  | 522  | 637  | 782  | 843  | 855  | 918  |

| 2017 | 2022 | - | - | - | - | - | - | - |
| ---- | ---- | - | - | - | - | - | - | - |
| 961  | 998  | - | - | - | - | - | - | - |

### Enseignement
La commune est rattachée à l'académie de Grenoble.

### Médias
Historiquement, le quotidien à grand tirage Le Dauphiné libéré consacre, chaque jour, y compris le dimanche, dans son édition de l'Isère-Sud, un ou plusieurs articles à l'actualité de la communauté de communes, ainsi que des informations sur les éventuelles manifestations locales, les travaux routiers, et autres événements divers à caractère local.
La commune est située sur l'aire de diffusion de radio Ici Isère, une radio publique qui émet sur l'ensemble du territoire du département de l'Isère.

### Cultes
La communauté catholique de Montseveroux et son église (propriété de la commune) relève de la paroisse Paroisse Saint Benoît du pays de Beaurepaire qui regroupe treize églises de la région. Cette paroisse dont le siège (maison paroissiale) se situe à Beaurepaire, est rattachée au Diocèse de Grenoble-Vienne.

### Vie associative et animation
- Les Nuits de Montseveroux sont un festival de folklore de danses chants et musiques du monde organisé les 3e et 4e semaines de juillet : il comprend des salons de peinture et d'artisanat et 5 soirées le week-end[réf. nécessaire].
- L'association des "Découvertes Médiévales" a pour objet de faire découvrir cette époque[18]. Elle propose des animations et des ateliers (art floral, broderie, calligraphie, poterie, danse...). En outre, des ateliers costumes sont programmés au château de Montseveroux.

## Économie

### Secteur agricole
La commune de Montseveroux est dans la zone des Indices d'Origine Contrôlée pour les volailles de la Drôme, l'emmental français Est-Central et les vins d'Isère blanc, rosé et rouge.

## Culture et patrimoine

### Lieux et monuments

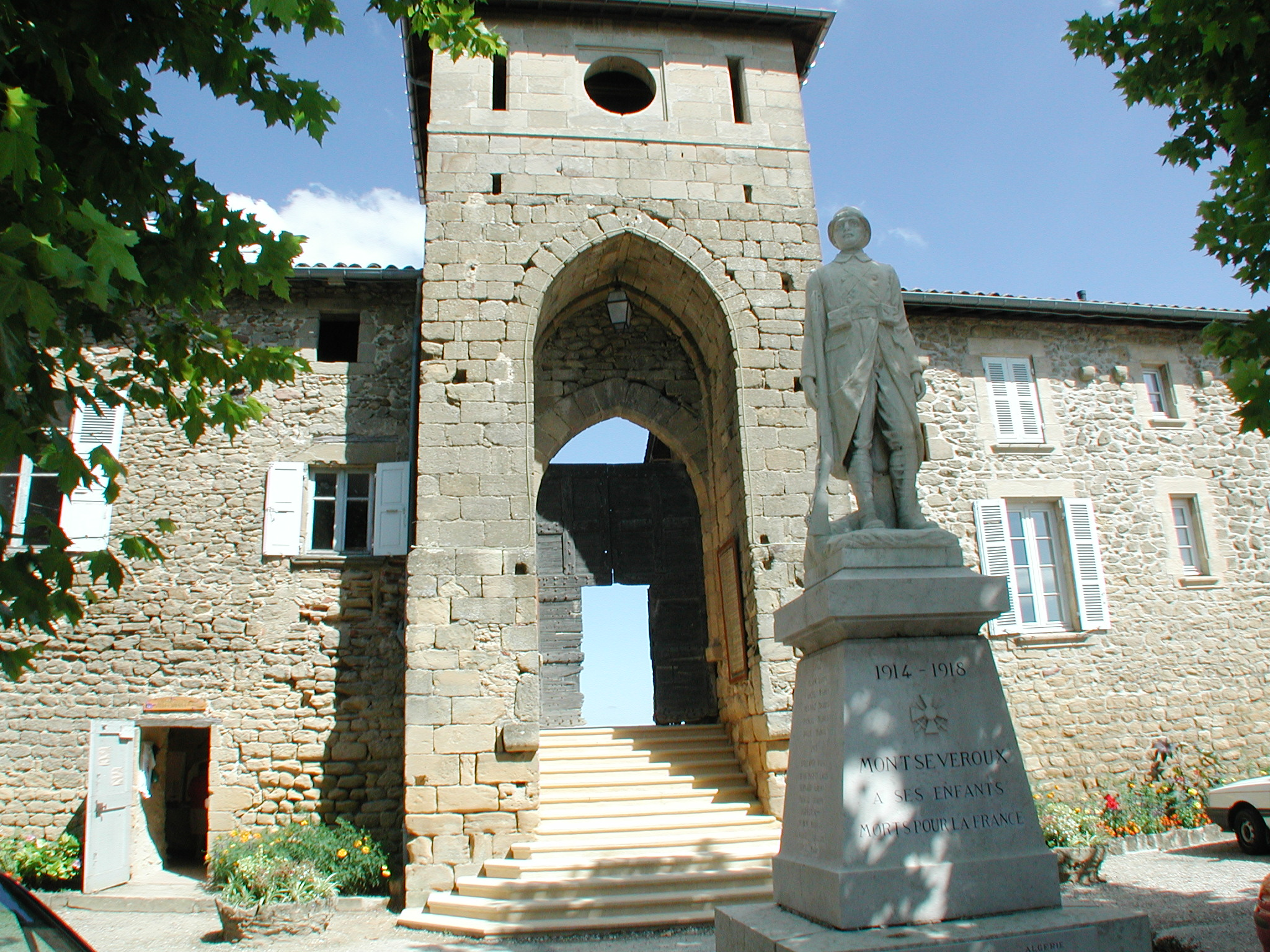
L'entrée du château de Montseveroux.

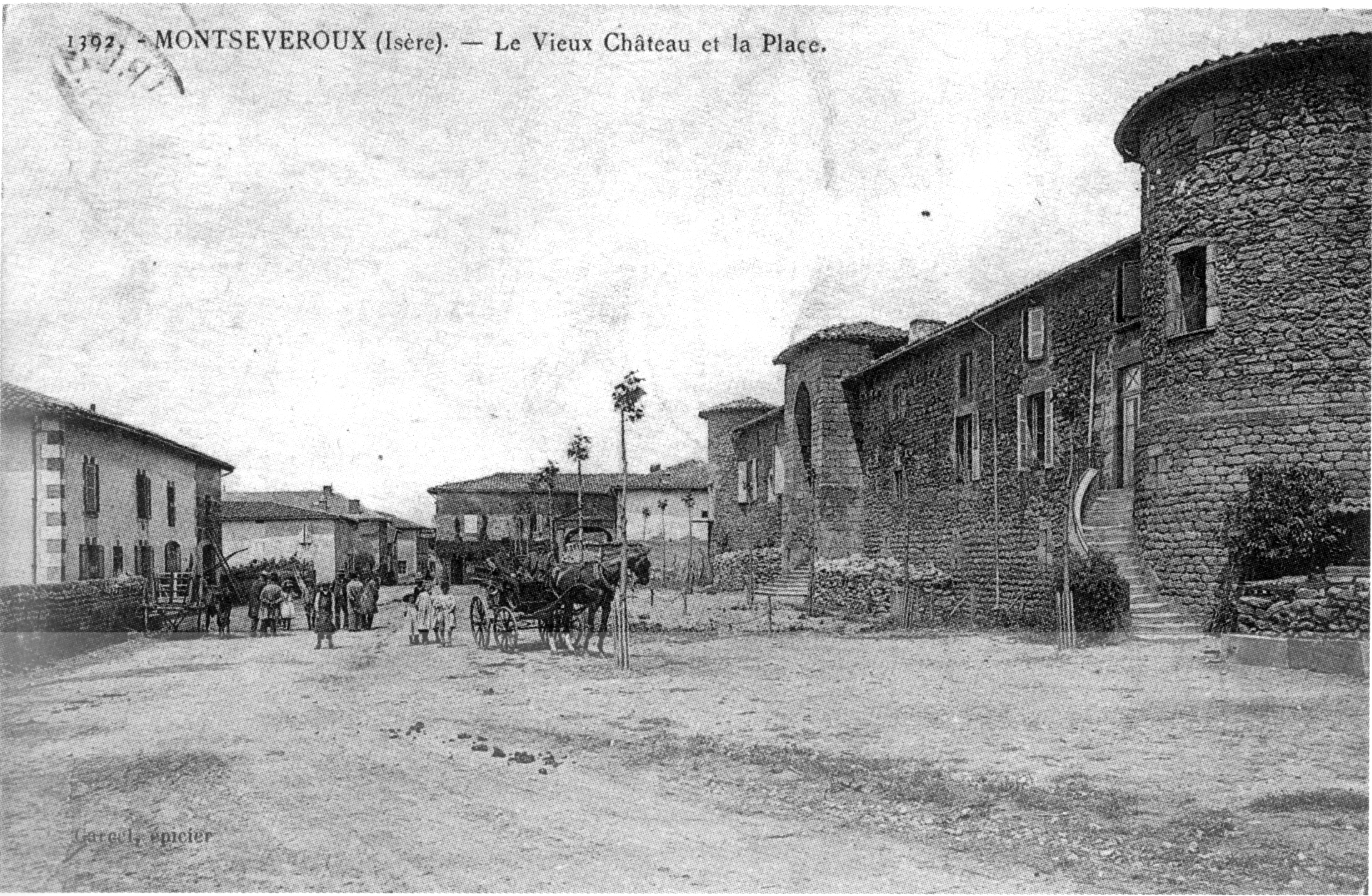
Le vieux château et la place en 1912.

- Château de Montseveroux

Le château est construit à la place d'une maison forte, aux XIIIe et XIVe siècles, sur un modèle de Jacques de Saint-Georges. Il est acheté à la famille Servonnat en 1864 et restauré en 1976-1977. Les façades et les toitures font l'objet d'une inscription partielle au titre des monuments historiques  par arrêté du 25 mai 1976. Il comprend une tour portière quatre tours cylindriques à ses angles. Propriété de la commune, il sert actuellement de mairie et à la vie associative. Il est possible de visiter ce château toute l'année.
- Église Saint-Martin

L'église Saint-Martin est fondée entre 1275 et 1300 et fut fortifiée. Elle est agrandie en 1862 et restaurée en 1985 et en 1986. L'abside (peintures murales) et son transept (à l'exclusion du clocher) font l'objet d'une inscription partielle au titre des monuments historiques par arrêté du 13 février 1979. Le décor d'arcades avec notamment des oiseaux voletant dans une coupole est daté du troisième quart du XVIIIe siècle. Elle contient également un fragment de litre funéraire à armoiries identifiées comme celles de Jean de Buffevent de Murinais, datant des années 1620.
- Ancienne maladrerie du XIIe siècle

On en retrouve des vestiges à l'ouest de l'église ainsi que les traces d'un cadran solaire. La partie logis existe toujours et le cloître est partiellement conservé. En 1383, Hugues de la Tour reçut des lettres patentes de Charles VI pour une foire à Saint-Sulpice. En échange les moines devaient entretenir la maladrerie de Montseveroux. En 1696, on réunit les hospices, maladreries et aumôneries pour former l'hôpital Luzy-Dufeillant à Beaurepaire.
- Le monument aux morts.
- Les croix de chemin.
- Au village, des maisons en style Renaissance[19].

### Personnalités liées à la commune
- Joseph Sébastien Servonat, né le 17 décembre 1747 à Montseveroux, mort dans la même ville le 3 novembre 1836, homme politique de la Révolution française.

### Héraldique
|  | Montseveroux possède des armoiries dont l'origine et le blasonnement exact ne sont pas disponibles. |